# ماریو دا گراسیا ماچونگو
ماریو دا گراسیا ماچونگو (انگلیسی: Mário da Graça Machungo؛ زادهٔ ۱ دسامبر ۱۹۴۰ – درگذشتهٔ ۱۷ فوریه ۲۰۲۰) یک سیاست‌مدار اهل موزامبیک که از ۱۷ ژوئیه ۱۹۸۶ تا ۱۶ دسامبر ۱۹۹۴ نخست‌وزیر این کشور بود.